# Maresiella brevicornis
Maresiella brevicornis är en kräftdjursart som först beskrevs av Alberto Carvacho 1983.  Maresiella brevicornis ingår i släktet Maresiella och familjen Gnathostenetroidae. Inga underarter finns listade i Catalogue of Life.